# Speen (Berkshire)

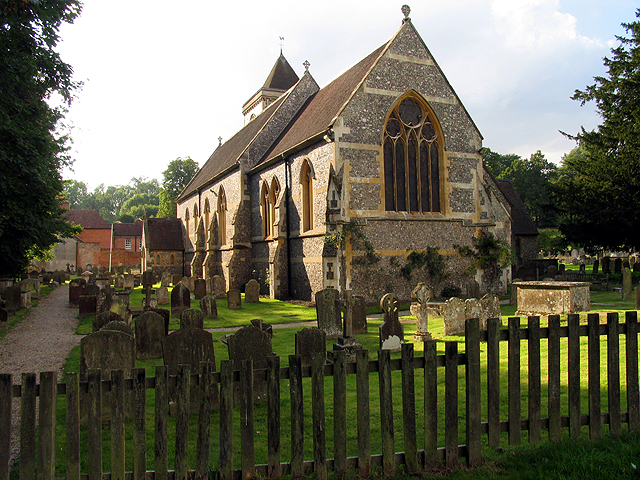
Kirche in Speen

Speen ist eine Ortschaft in West Berkshire. Speen liegt an der römischen Straße von Silchester nach Bath und hieß damals Spinae.
1644 fand im englischen Bürgerkrieg die zweite Schlacht von Newbury an einer Brücke über den River Lambourn zwischen Speen und Donnington statt.